# Raión de Yelnia
El raión de Yelnia (ruso: Е́льнинский райо́н) es un distrito administrativo y municipal (raión) ruso perteneciente a la óblast de Smolensk. Se ubica en el centro-sur de la óblast. Su capital es Yelnia.
En 2021, el raión tenía una población de 12 047 habitantes.
El raión es limítrofe al este con la vecina óblast de Kaluga.

## Subdivisiones
Comprende la ciudad de Yelnia (la capital) y los asentamientos rurales de Bobróvichi (con capital en Bogoroditskoye), Korobets y Leonídovo (con capital en Sharapovo). Estas cuatro entidades locales suman un total de 171 localidades.